# صوفيا (قديسة)
القديسة صوفيا هي قديسة قبطية من مصر،كانت من عائلة شريفة بإنطاكية، أعتنقت المسيحية ورُزقت بثلاث بنات أسمتهن : بيستس Πίστις أي الإيمان، وهلبيس Ἐλπίς أي الرجاء، وأغابي `agapy أي المحبة Ἀγάπη. لما كبرن قليلًا ذهبت بهن إلى روما لتعلّمهن العبادة وخوف الله.
وصلت أنباء تحولها من الوثنية إلى المسيحية إلى الوالي الروماني في مصر كلوديوس خلال حكم الإمبراطور الروماني هادريان (117 ـ 138م)، فأمر بإحضارها ومحاكمتها ولما مثلت بين يديه سألها عن معتقدها، فأجابته بأنها كانت عمياء تعبد الأوثان ثم أبصرت وصارت مسيحية. 
غضب الوالي وأمرها بالعودة إلى عبادة الأوثان، فرفضت وأخبرته بأن تلك الأوثان هي حجارة لا تنفع ولا تضر فازداد الوالي غضبا وأمر جنوده بضربها بالسياط ؛ إلا أنها ازدادت إصرارًا فأمر الجنود أن يقوموا بكي مفاصلها بالنار، فصرخت، ففرح الوالي واعتقد أنها ستعود عن عقيدتها، فما كان منها إلا أن صرخت مكررة اعترافها بالديانة المسيحية.
بدأ كلوديوس يفكر في طريقة أخرى لردها عن المسيحية، فبدأ يحسن معاملتها وأرسل إليها زوجته كي تلاطفها وتعدها بأنها إن تركت المسيحية فستُمنح الكثير من الخيرات من الوالي، لكنها ظلت على ديانتها فما كان من الوالي إلا أن أمر بقطع لسانها وحبسها في سجن مظلم. وفي النهاية أمر كلوديوس بقطع رأسها، وقبل تنفيذ الحكم صلت صلاة طويلة وسألت ربها بأن يسامح الوالي وجنده.
سمع الإمبراطور الروماني قسطنطين العظيم وأمه الملكة هيلانة بقصة القديسة صوفيا سنة 325م، فأمرا بنقل جسدها من مصر إلى مقر الحكم في مدينة القسطنطينية وبنى لها قسطنطين كنيسة عظيمة هناك ووضعوا فيها جسدها تكريمًا لها وسماها: (كنيسة صوفيا) للتبرك بـ (القديسة صوفيا).
احترقت كنيسة صوفيا، فقام الإمبراطور جستينيان الأول بإعادة بنائها سنة 537م.ثم اشتراها وحولها السلطان محمد الفاتح عام 1453م إلى مسجد ثم حولها كمال الدين أتاتورك عام 1934م إلى متحف يجمع العناصر المعمارية والفنية للمسيحية والإسلام. واخيراً عادت إلى كونها مسجد عام 2020م.

## اقرأ أيضا
- آيا صوفيا

- مارينا الراهبة
- دميانه
- برسوم العريان